# 韦尔维耶
韦尔维耶（法語：Verviers，法語發音：[vɛʁvje] ⓘ）是比利时瓦隆大区列日省的一座城市，通行法语，是比利时法语社群的一部分，面积33.07平方千米，人口55,198人（2018年1月1日）。

## 友好城市
- 法國 阿尔勒
- 德国 门兴格拉德巴赫
- 法國 鲁贝
- 英国 布拉德福德
- 法國 拉莫特沙朗孔